# Le Signalement
Pour plus de détails, voir Fiche technique et Distribution.
Le Signalement est un film muet français réalisé par Albert Capellani, sorti en 1912.

## Fiche technique
- Titre : Le Signalement
- Réalisation : Albert Capellani
- Scénario :  Jules Hoche
- Photographie : Pierre Trimbach
- Montage :
- Producteur :
- Société de production : Société cinématographique des auteurs et gens de lettres (S.C.A.G.L.)
- Société de distribution :  Pathé Frères
- Pays de production :  France
- Langue : film muet avec les intertitres en français
- Métrage : 310 mètres dont 277 en couleurs
- Format : Noir et blanc — 35 mm — 1,33:1 — Muet
- Genre : Comédie
- Durée : 10 minutes 20
- Date de sortie :
  - France : 29 novembre 1912

## Distribution
- Jean Kemm : le fou
- Émile Duard : le cordonnier
- Maria Fromet : la petite Jeannette